# Петар Матијевић
Петар Матијевић (Книн, 5.јануар 1953), српски је привредник. Он је власник Индустрије Меса Матијевић, MAT Real Estate Архивирано на веб-сајту  (16. мај 2022), МПЗ Аграр 1, МПЗ Аграр 2, повезаних лица и највећи земљопоседник на просторима бивше Југославије. Његове компаније послују у области пољопривреде, месне индустрије, хотелијерства и угоститељства, производњи пољопривредне механизације и некретнина.

## Биографија
Рођен у селу Колашац у општини Книн. Одрастао је у сиромашној породици, уз оца Јована Матијевића и мајку Ику Матијевић (девојачко Кардум). Са 5 месеци са својом породицом се досељава у Сремске Лазе код Винковаца.
Основну школу завршио је 1968. године у Слаковцима као ђак генерације. Више образовање стиче у Загребу, где је завршио Вишу школу за трговинске пословође  Завршио је средњу трговачку школу и настанио се у Загребу, где је до почетка рата у Хрватској имао три локала.
Године 1991. насељава се у Новом Саду где отпочиње бизнис у месној индустрији.
Највећи је земљопоседник у Републици Србији.
Током 2020. Матијевић је дао понуду за откуп пољопривредног предузећа из Хрватске, што је наишло на низ протеста у Хрватској пошто је, према Матијевићевим речима, управа предузећа исполитизовала економски потез представивши га као српску заверу и империјализам.
Добитник је Oрдена Светог Саве и  награде АП Војводине „Лазар Дунђерски”.

## Пословна каријера
До 1991. године створио је озбиљнији капитал. У то време власник је три локала у Загребу.
У Новом Саду основао је Месну индустрију, која се на почетку звала Месна Индустрија Матијевић, или скраћено - МИМ. Нешто касније предузеће је преименовао у Бутик меса, да би финални назив, Индустрија Меса Матијевић, био конципиран 1992. године и није мењан до даљњег.
Матијевић у својој индустрији данас броји преко 3.000 запослених.

## О хотелијерству
Данас у власништву Петра Матијевића се налазе:
- Хотел Центар Но.1 у Београду
- Хотел Центар у Новом Саду
- Хотел Александар у Новом Саду
- Туристичко насеље Рибарско Острво у Новом Саду
- Хотел Војводина у Зрењанину[8]

Хотел Центар Но.1 у Београду Петру су купили његови синови као рођендански поклон. У овој згради радио је и отац Петра Матијевића, Јован Матијевић, као носач кофера. Хотел је здање које представља један од заштићених споменика културне баштине града Београда. Изграђено је 1923. године, а пројекат је креиран од стране чешког предузећа „Матија Блех“. Пре Другог светског рата зграда је била филијала Југословенске банке. Одлуком суда, 1947. године, зграда је конфискована и основан је Југоекспорт. Зграда је културно добро града Београда, изграђена је у духу академизма, а вајарска дела која красе спољни део грађевине дело су вајара Кирила Павијка из Прага.

## Фондацијa
Фондација „ др Шпиро Матијевић“ основана је 2007. године као непрофитна организација, од стране Индустрије Меса Матијевић. Циљ фондације првенствено је додела награде за најбоље књижевно остварење у текућој години, а уједно и очување успомене на лик и дело Шпире Матијевића, Петровог брата, књижевника и универзитетског професора. Награда се додељује 24. фебруара, на дан рођења поменутог књижевника.
Награда износи 15.000 еура, а додељује је трочлана комисија коју бира фондација.